# The Mythical Man-Month
The Mythical Man-Month: Essays on Software Engineering er en bog af amerikaneren Fred Brooks, som handler om IT-projektledelse. Hovedbudskabet i bogen er, at jo flere der sættes til at arbejde på et allerede forsinket IT-projekt, jo mere forsinket bliver projektet. Dette er også kendt som Brooks lov. Bogen blev udgivet første gang i 1975 og senere i en jubilæumsudgave i 1995 (ISBN 0-201-83595-9) med essayet No Silver Bullet.
Brooks observationer er baseret på hans egne erfaringer fra IBM som projektleder på udviklingen af OS/360-styresystemet. Fejlagtigt antog han, at for at øge udviklingen på et projekt, som var bagud efter tidsplanen, ville det hjælpe at sætte flere medarbejdere til at arbejde på det. Han antog også, at det ville kræve seks måneder at skrive en Algol-compiler, uanset antallet af medarbejdere der var involveret.